# Chavannes (Centro-Valle della Loira)
Chavannes è un comune francese di 154 abitanti situato nel dipartimento del Cher, nella regione del Centro-Valle della Loira.

## Storia

### Simboli
La corona di alloro ricorda il passato romano del comune, il covone di grano rappresenta l'attuale attività agricola, la capanna in muratura a secco (in francese borie) simboleggia i numerosi vigneti oggi scomparsi e il giglio è attributo di sant'Anna, patrona della parrocchia.

## Società

### Evoluzione demografica
Abitanti censiti